# Pseudolampona
Genre
Pseudolampona est un genre d'araignées aranéomorphes de la famille des Lamponidae.

## Distribution
Les espèces de ce genre sont endémiques d'Australie.

## Liste des espèces
Selon World Spider Catalog (version 17.5, 25/10/2016) :
- Pseudolampona binnowee Platnick, 2000
- Pseudolampona boree Platnick, 2000
- Pseudolampona emmett Platnick, 2000
- Pseudolampona glenmore Platnick, 2000
- Pseudolampona jarrahdale Platnick, 2000
- Pseudolampona kroombit Platnick, 2000
- Pseudolampona marun Platnick, 2000
- Pseudolampona spurgeon Platnick, 2000
- Pseudolampona taroom Platnick, 2000
- Pseudolampona warrandyte Platnick, 2000
- Pseudolampona woodman Platnick, 2000
- Pseudolampona wyandotte Platnick, 2000

## Publication originale
- Platnick, 2000 : A relimitation and revision of the Australasian ground spider family Lamponidae (Araneae: Gnaphosoidea). Bulletin of the American Museum of Natural History, no 245, p. 1-330 (texte intégral).